# Anton von Maron
Anton von Maron (Viena, 8 de enero de 1733-Roma, 3 de marzo de 1808) fue un pintor austriaco especializado en el retrato. 

## Biografía
Anton von Maron era hijo del pintor Johann Leopold Maron (1696-1770). Estudió pintura en la Academia de Viena de 1741 a 1744. En enero de 1755, se traslada a Roma donde fue pupilo del maestro Anton Raphael Mengs. En 1765 contrajo matrimonio con Teresa, hermana de Mengs, y con ella vivió el resto de su vida en Roma, donde murió en 1808.
Maron fue nombrado miembro de la Accademia di San Luca en 1756 y se especializó en los retratos. Logra, gracias a una clientela aristocrática, darse a conocer en círculos influyentes. También conecta a artistas y pintores vieneses establecidos en Roma. Maron fue nombrado consejero en 1772, cuando se reorganizó la Academia de Viena. Es él quien se encarga de que los pensionistas (becados) vayan a Roma a estudiar. Ese mismo año fue ennoblecido y recibió el título de barón. Dejó una serie de tratados teóricos.

## Obra
Maron trabajó con su maestro y futuro cuñado, Mengs, en los frescos de la Iglesia de San Eusebio en Roma entre 1757 y 1760-1761, así como en el Parnaso de Villa Albani. Después de que Mengs partiera hacia Madrid en 1761, Maron se especializó en los retratos. Uno de sus cuadros más conocidos es el retrato de Winckelmann que posó para él durante su estancia en Roma. Esta pintura se puede encontrar hoy en el salón Goethe del castillo de Weimar. También hay una copia original en Wörlitz. A partir de 1770, Maron se convirtió en retratista de la Casa Imperial. En 1773, pintó el retrato de la emperatriz María Teresa de riguroso luto por su marido. En los últimos años de su carrera quedó relegado por el auge de la pintora Angelika Kauffmann. 
Es uno de los precursores del primer neoclasicismo. Entre sus obras destacan las siguientes: 

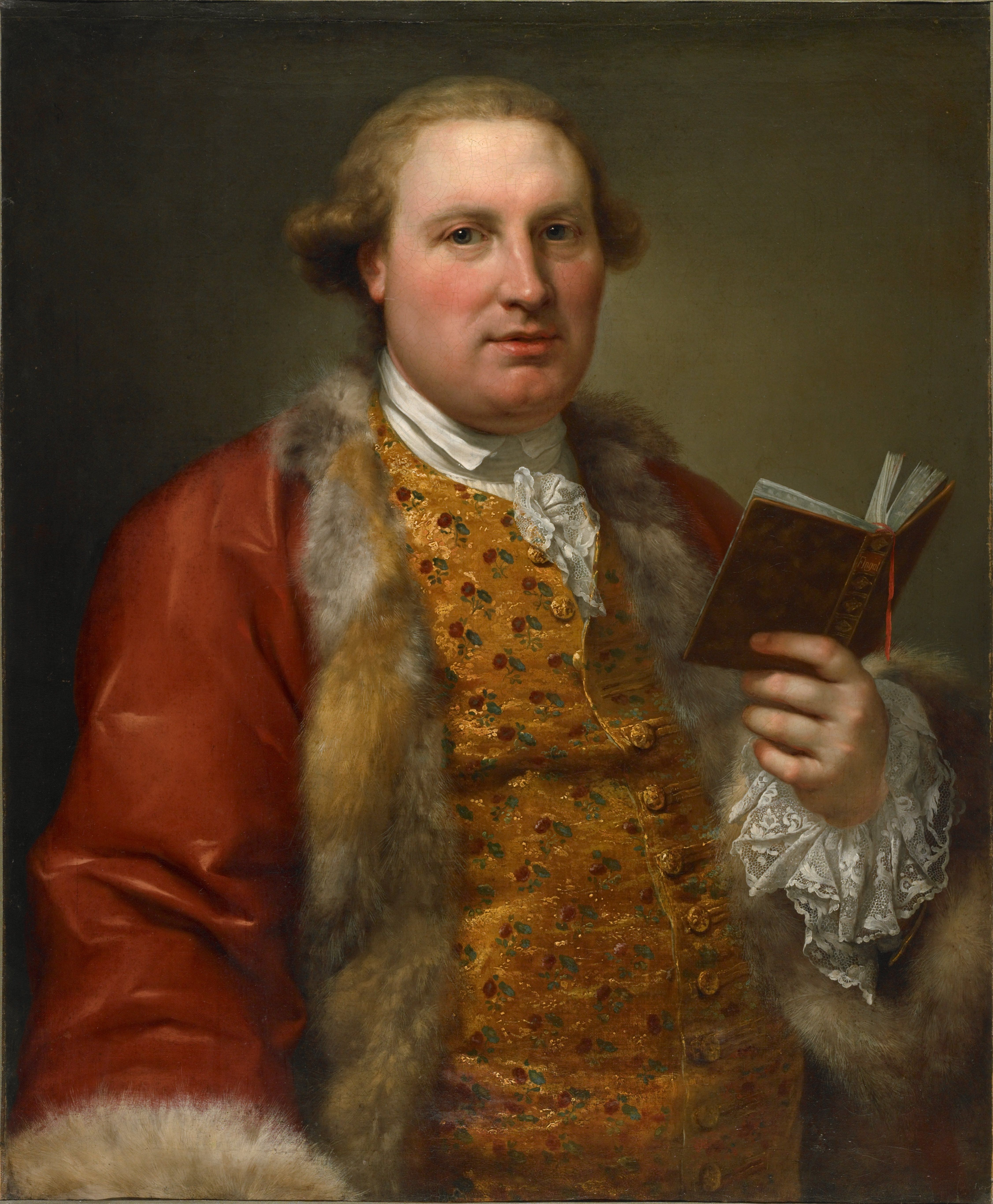
Archibald Menzies, 1763 óleo sobre tela, 76 × 63 cm, Fogg Art Museum, Cambridge
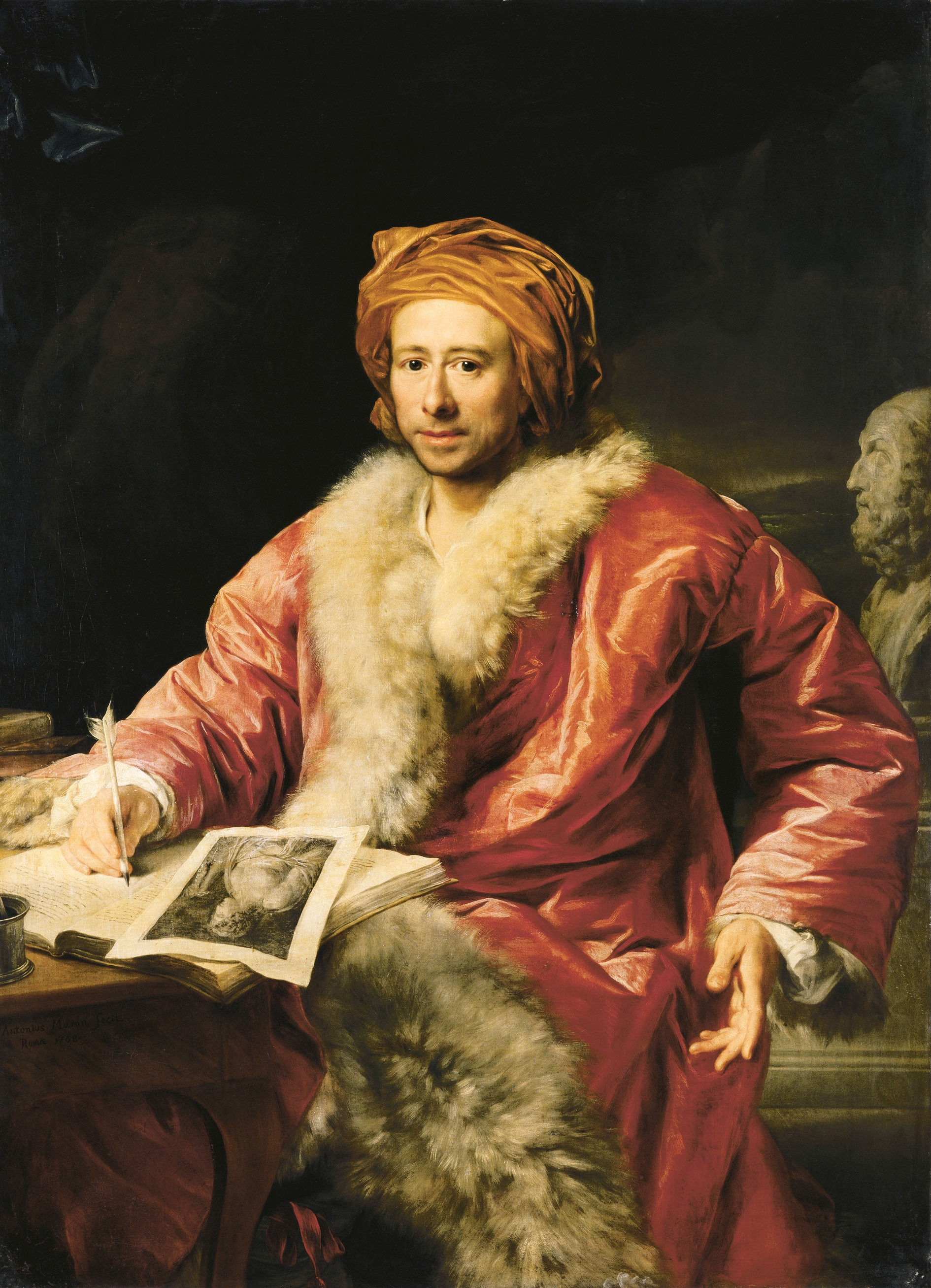
Retrato de Winckelmann, 1768 óleo sobre tela, 136 × 99 cm, Castillo de Weimar
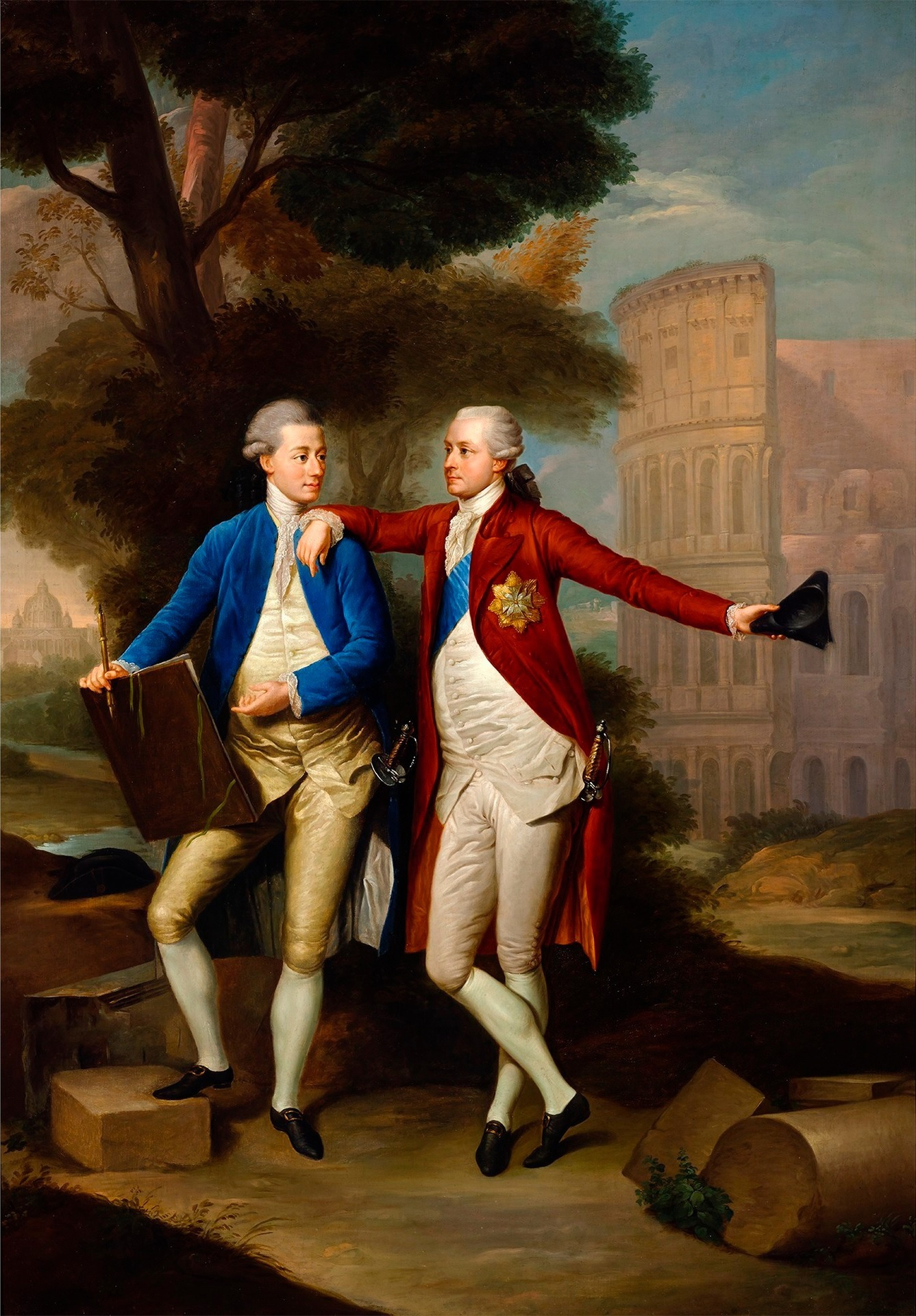
Francisco y Casimiro (Familia Rzewuski) junto al Coliseo, 1772, Palacio Real de Varsovia
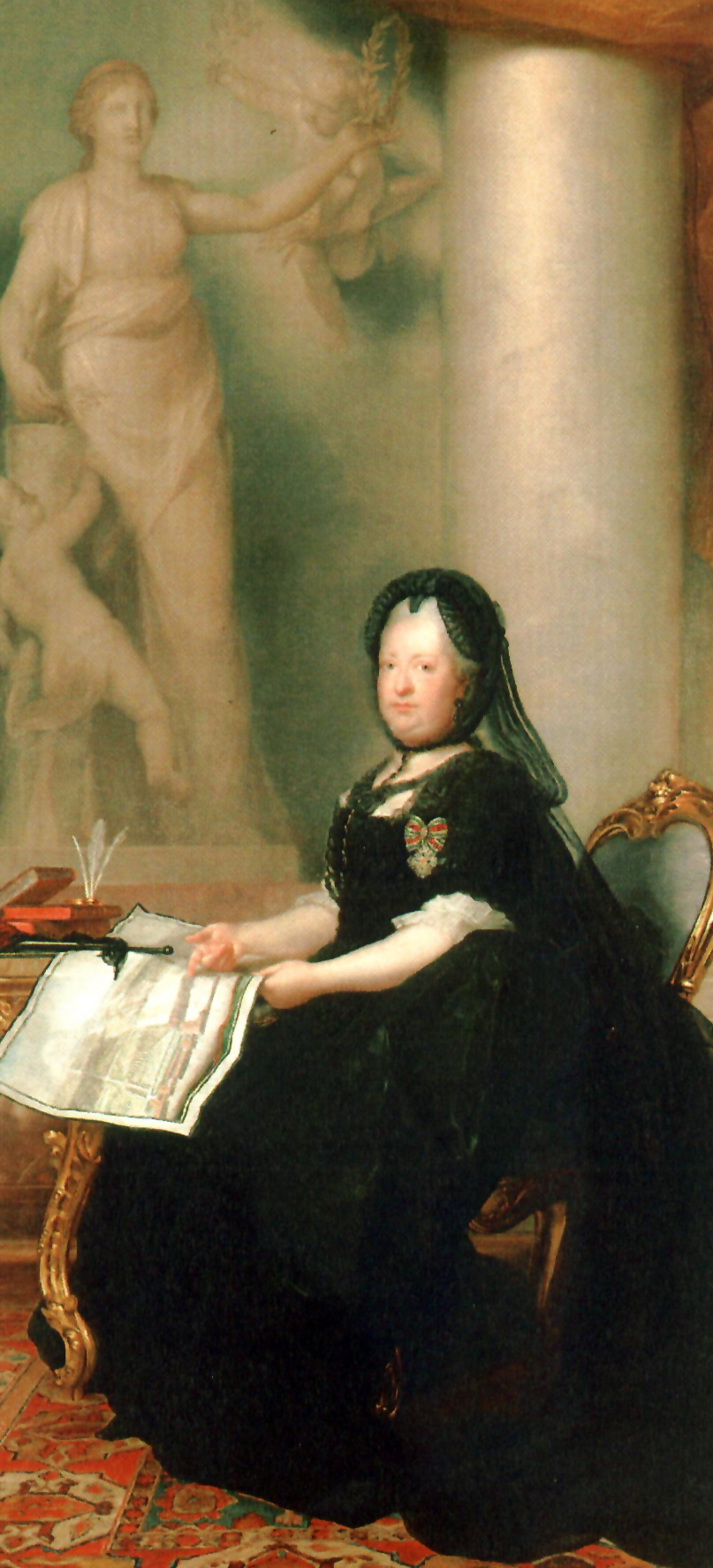
La emperatriz María Teresa de Austria, (1773) óleo sobre tela, 299 × 137 cm, Museo de Historia del Arte de Viena
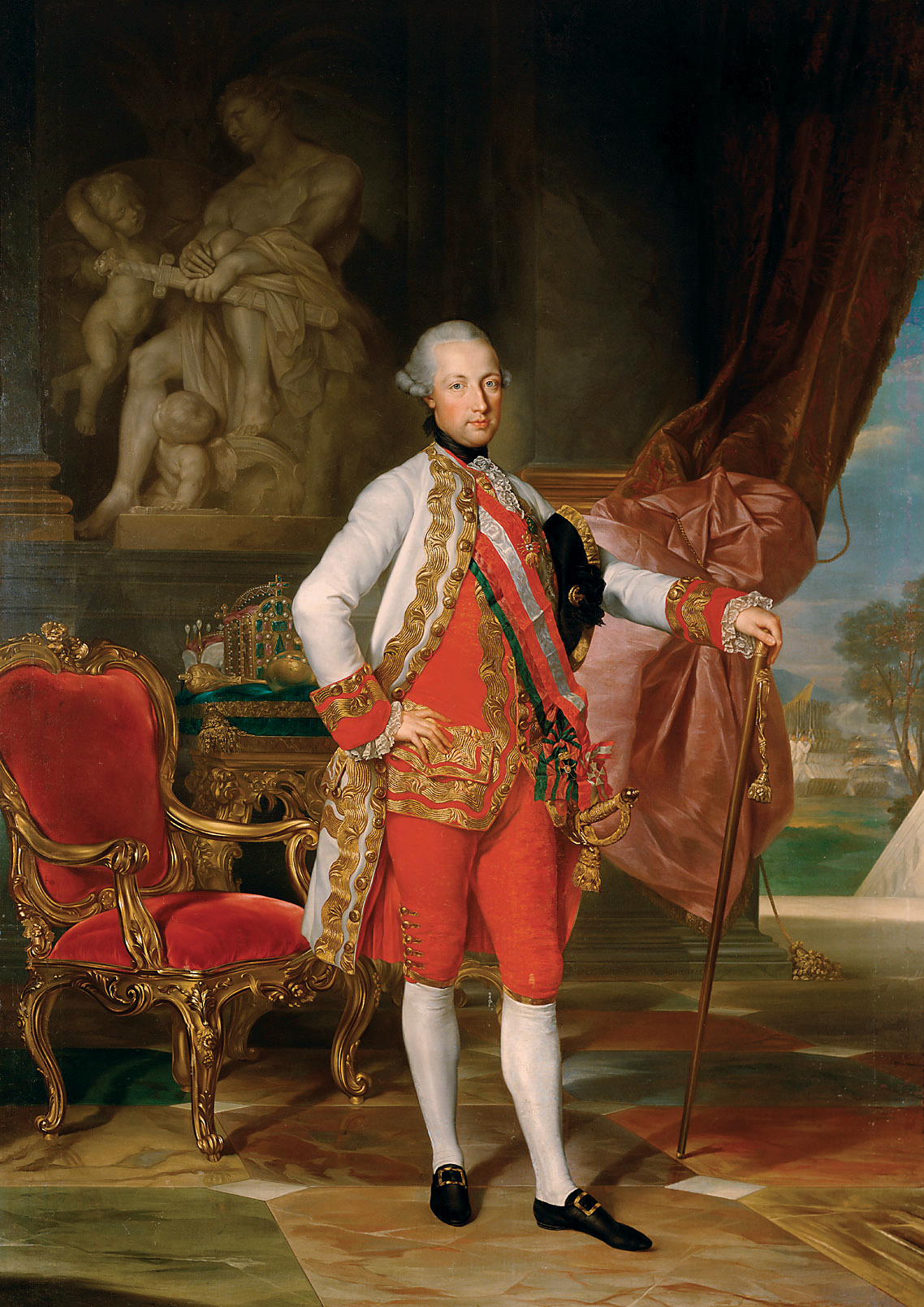
Retrato de José II, (1775) óleo sobre tela, 242 × 172 cm, Museo de Historia del Arte de Viena
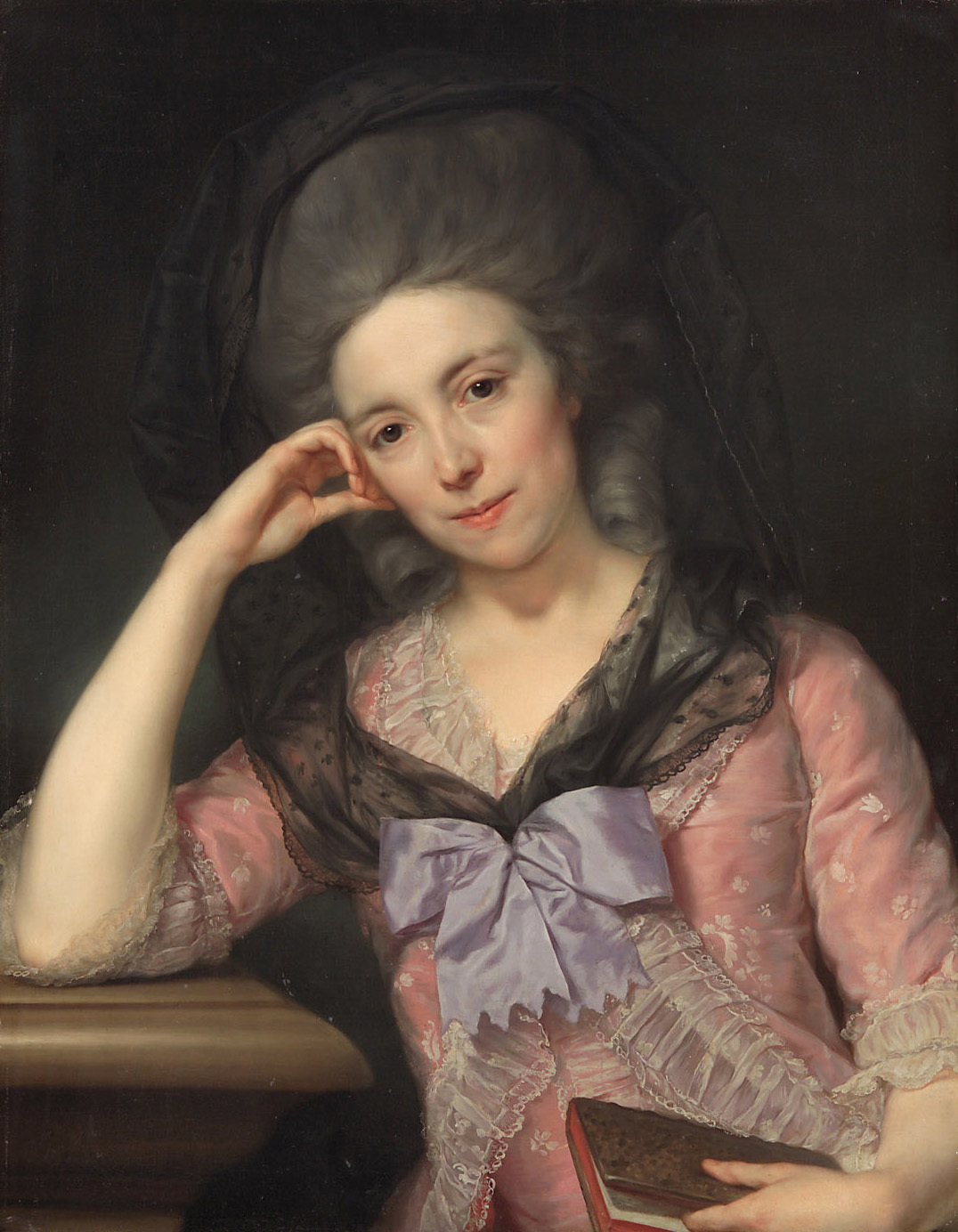
Elisabeth Hervey, 1778-1779 óleo sobre tela, 76 × 59 cm, Museo de Historia del Arte de Viena
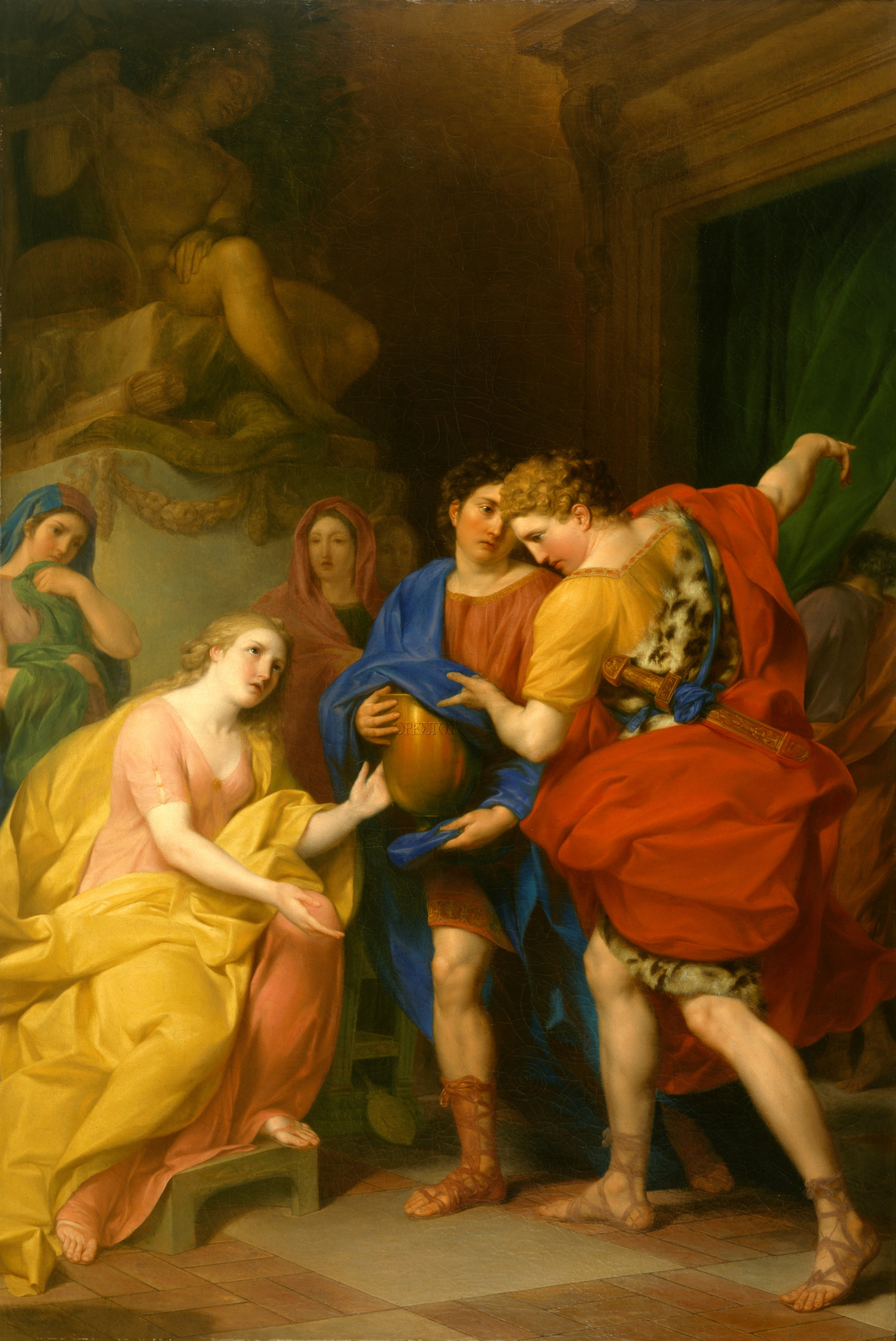
El retorno de Orestes, 1786 óleo sobre tela, 227 × 151 cm, Houston